# Esteban Gutiérrez
Esteban Gutiérrez, mehiški dirkač, * 5. avgust 1991, Monterrey, Mehika.
Gutiérrez je osvojil prvenstvo GP3 leta 2010 s petimi zmagami na šestnajstih dirkah. V sezoni 2010 je osvoji trinajsto mesto v prvenstvu GP2, v sezoni 2011 pa tretje s tremi zmagami. V sezoni 2012 je bil tudi testni dirkač moštva Sauber-Ferrari, na eni dirki je nastopil tudi na prostem treningu, v sezoni 2013 pa je napredoval do mesta stalnega dirkača. S šestimi prvenstvenimi točkami je osvojil šestnajsto mesto v prvenstvu z edino uvrstitvijo med dobitnike točk na dirki za Veliko nagrado Japonske, ko je bil sedmi.

## Rezultati Formule 1
(legenda) (odebeljene dirke pomenijo najboljši štartni položaj, poševne pa najhitrejši krog, †-uvrščen kljub odstopu)
| Leto | Moštvo         | Šasija     | Motor                  | 1       | 2       | 3       | 4      | 5      | 6       | 7       | 8      | 9      | 10      | 11      | 12     | 13     | 14      | 15     | 16      | 17     | 18      | 19     | 20      | 21     | Prv | Toč |
| ---- | -------------- | ---------- | ---------------------- | ------- | ------- | ------- | ------ | ------ | ------- | ------- | ------ | ------ | ------- | ------- | ------ | ------ | ------- | ------ | ------- | ------ | ------- | ------ | ------- | ------ | --- | --- |
| 2012 | Sauber F1 Team | Sauber C31 | Ferrari 056 2.4 V8     | AVS     | MAL     | KIT     | BAH    | ŠPA    | MON     | KAN     | EU     | VB     | NEM     | MAD     | BEL    | ITA    | SIN     | JAP    | KOR     | IND TD | ABU     | ZDA    | BRA     |        | –   | –   |
| 2013 | Sauber F1 Team | Sauber C32 | Ferrari 056 2.4 V8     | AVS 13  | MAL 12  | KIT Ret | BAH 18 | ŠPA 11 | MON 13  | KAN 20† | VB 14  | NEM 14 | MAD Ret | BEL 14  | ITA 13 | SIN 12 | KOR 11  | JAP 7  | IND 15  | ABU 13 | ZDA 13  | BRA 12 |         |        | 16. | 6   |
| 2014 | Sauber F1 Team | Sauber C33 | Ferrari 059/3 1.6 V6 t | AVS 12  | MAL Ret | BAH Ret | KIT 16 | ŠPA 16 | MON Ret | KAN 14† | AVT 19 | VB Ret | NEM 14  | MAD Ret | BEL 15 | ITA 20 | SIN Ret | JAP 13 | RUS 15  | ZDA 14 | BRA 14  | ABU 15 |         |        | 20. | 0   |
| 2016 | Haas F1 Team   | Haas VF-16 | Ferrari 061 1.6 V6 t   | AVS Ret | BAH Ret | KIT 14  | RUS 17 | ŠPA 11 | MON 11  | KAN 13  | EU 16  | AVT 11 | VB 16   | MAD 13  | NEM 11 | BEL 12 | ITA 13  | SIN 11 | MAL Ret | JAP 20 | ZDA Ret | MEH 19 | BRA Ret | ABU 12 | 21. | 0   |